# Pithecia napensis
Pithecia napensis  is een zoogdier uit de familie van de sakiachtigen (Pitheciidae). De wetenschappelijke naam van de soort werd voor het eerst geldig gepubliceerd door Einar Lönnberg in 1938.

## Voorkomen
De soort komt voor in het oosten van Ecuador en het noorden van Peru.